# Lijst van tariqas
Tariqas (paden, wegen) worden de ordes genoemd waarin soefi's zich vanaf de 9e eeuw georganiseerd hebben. Hier vindt u een lijst met veel bekende en minder bekende ordes.
Soefi's die hun opleiding zonder leraar hebben voltooid noemt men Uwaïssiyya. De Naqshbandiyya beschouwen Uwaïsiyya als geïnitieerde Naqshbandi.
Deze lijst bevat uitsluitend tariqas met een artikel op de Nederlandse Wikipedia.

## A
- Aâbid
- Adhamiyya
- Ahiyya
- Ahl-e Haqq
- Ahmadiyya (soefi's)
- Aïssawiyya
- Akbariyya
- Alwaniyya
- Amariyya

## B
- Badawiyya
- Bektashiyya[1]

## C
- Chistiyya
  - Nizamiyya

## D
- Darqawiyya

## G
- Gnawa
- Gulsheni-Soefi-orde gesticht in Üsküdar door de Roma in Turkije, een halfti soefi-orde.[2].

## H
- Habibi > Chishtiyya
- Heddawa (Drabliyya)

## J
- Jazouliyya

## M
- Mevlevi

## N
- Naqshbandiyya
- Nizamiyya

## Q
- Qalandariyya

## S
- Saifi
- Shadiliyya

## Y
- Yezidi